# 短缩早熟禾
短缩早熟禾（学名：Poa abbreviata），为禾本科早熟禾属下的一个植物种。